# Néved
Néved (szlovákul Nevidzany) község Szlovákiában, a Nyitrai kerület Aranyosmaróti járásában.

## Fekvése
Aranyosmaróttól 12 km-re délre, a Garammenti-dombság északnyugati részén található.

## Története
A települést 1113-ban a zobori apátság oklevele említi először.
1229-ben "Nywg", 1234-ben "Nyweg", 1265-ben "Neug", 1418-ban "Neuedi", 1429-ben "Niuid" néven említik. A 15. századtól a Bucsányi család és a lévai uradalom, később a Bucsányi és a Dobó család volt a birtokosa. 1534-ben 14 adózó portája volt és 2 szabad család lakta. 1570-ben a település két részre vált, az egyiknek az Eszterházyak, a másiknak a Reidnerek voltak a tulajdonosai. A török többször támadta meg és gyújtotta fel a települést. 1583-ban lakói áttértek az evangélikus hitre. 1716-ban az ellenreformáció hatására rekatolizáltak. 1601-ben 2 malma és 51 háza volt. 1616-ban felégette a török. 1634-ben már a töröknek fizette az adót. A 17. században a Tapnay és Petényi család volt a birtokosa. 1828-ban 58 házában 375 lakos élt.
Vályi András szerint "NEVED. Nevicsani. Tót falu Bars Várm. földes Urai H. Eszterházy, és B. Prényi Uraságok, lakosai katolikusok, fekszik a’ Tapolczai járásban, határja közép termékenységű."
Fényes Elek szerint "Néved (Neviczány), német-tót falu, Vars vmegyében, ut. p. Verebélyhez 1 mfd., 357 kath. lak. Kath. paroch. templom. Jó határ. Erdő. F. u. többen."
A trianoni békeszerződésig Bars vármegye Verebélyi járásához tartozott.
Ún. siska típusú kemence is ismert a faluból.

## Népessége
| Év:            | 1994. | 2004.   | 2014.   | 2024.   |
| -------------- | ----- | ------- | ------- | ------- |
| Emberek száma: | 631   | 611     | 593     | 560     |
| Eltérés:       |       | -3,16 % | -2,94 % | -5,56 % |

| Év:            | 2023. | 2024.   |
| -------------- | ----- | ------- |
| Emberek száma: | 557   | 560     |
| Eltérés:       |       | +0,53 % |

1880-ban 484 lakosából 411 szlovák és 51 magyar anyanyelvű volt.
1890-ben 509 lakosából 452 szlovák és 47 magyar anyanyelvű volt.
1900-ban 528 lakosából 469 szlovák és 56 magyar anyanyelvű volt.
1910-ben 591 lakosából 508 szlovák és 83 magyar anyanyelvű volt.
1921-ben 614 lakosából 610 csehszlovák és 4 magyar volt.
1930-ban 676 lakosa mind csehszlovák volt.
2001-ben 627 lakosából 620 szlovák és 2 magyar volt.
2011-ben 596 lakosából 581 szlovák és 4 magyar volt.
2021-ben 583 lakosából 6 magyar, 563 (+1) szlovák, (+1) egyéb és 14 ismeretlen nemzetiségű volt.

## Neves személyek
- Itt született 1950. június 21-én Jozef Bátora szlovák régész.
- Itt hunyt el 1883-ban Kovács János római katolikus plébános.
- Itt szolgált Ruscsák Antal (1804-1887) római katolikus plébános, több megye táblabírája.

## Nevezetességei

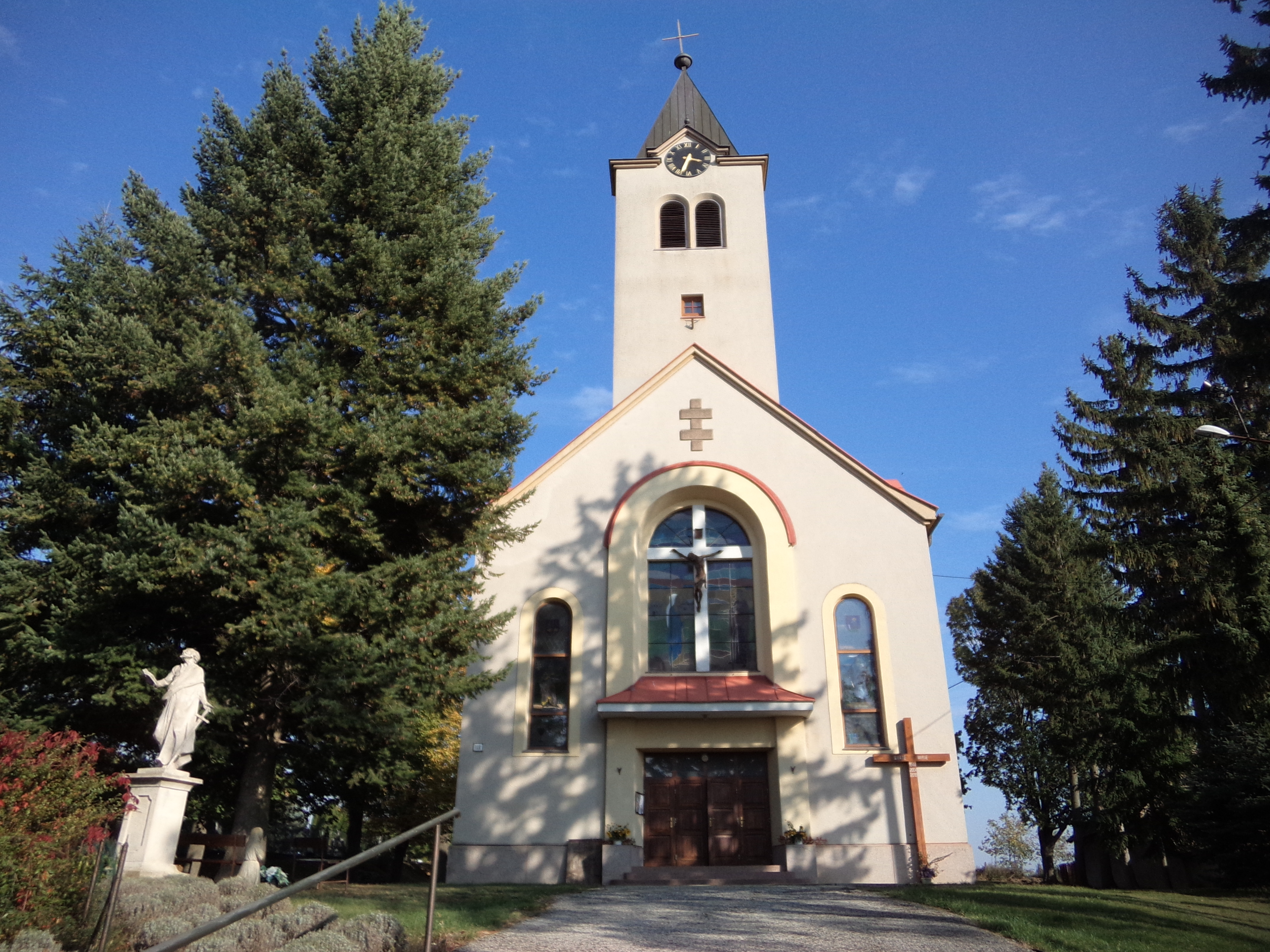
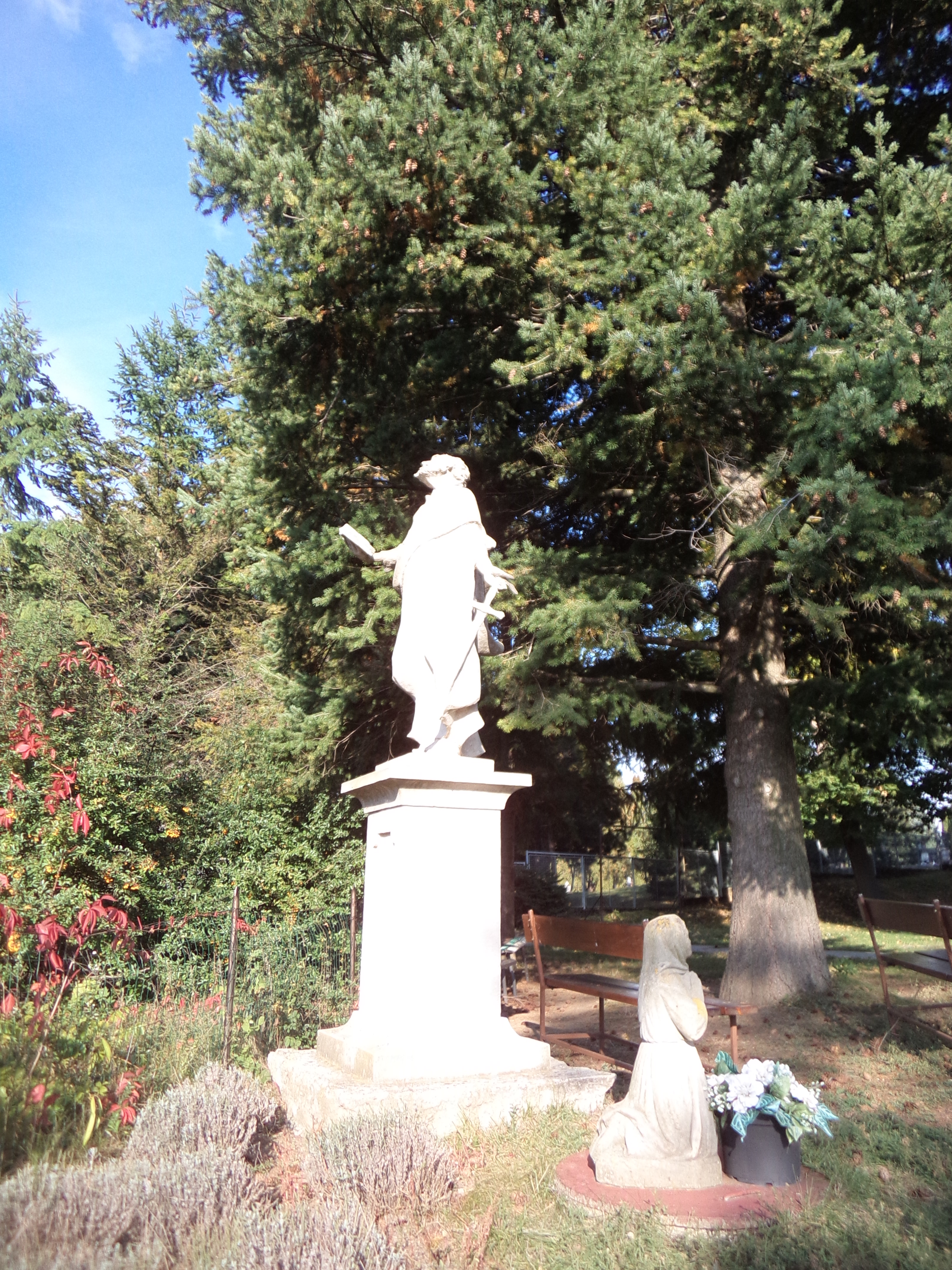
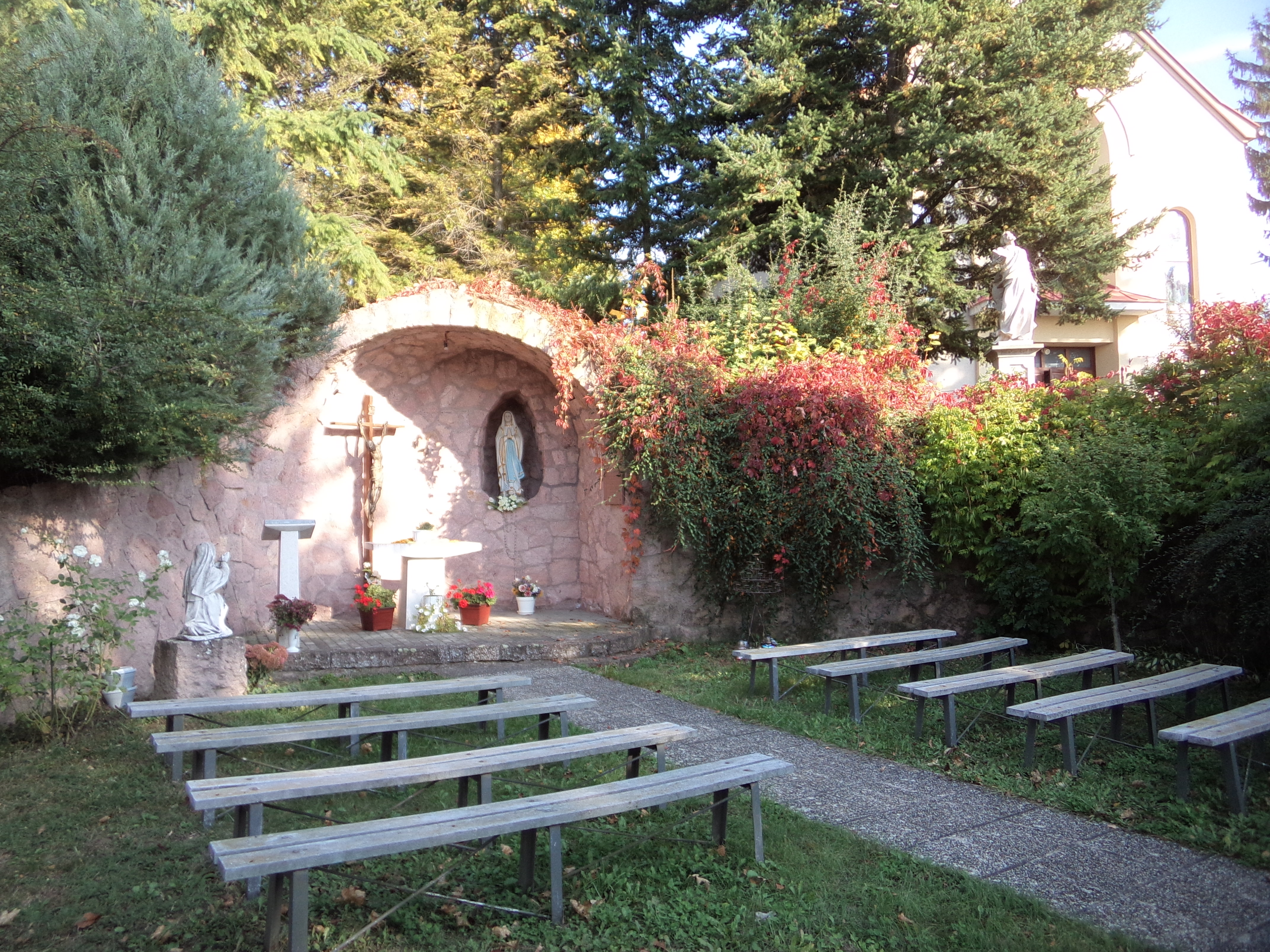
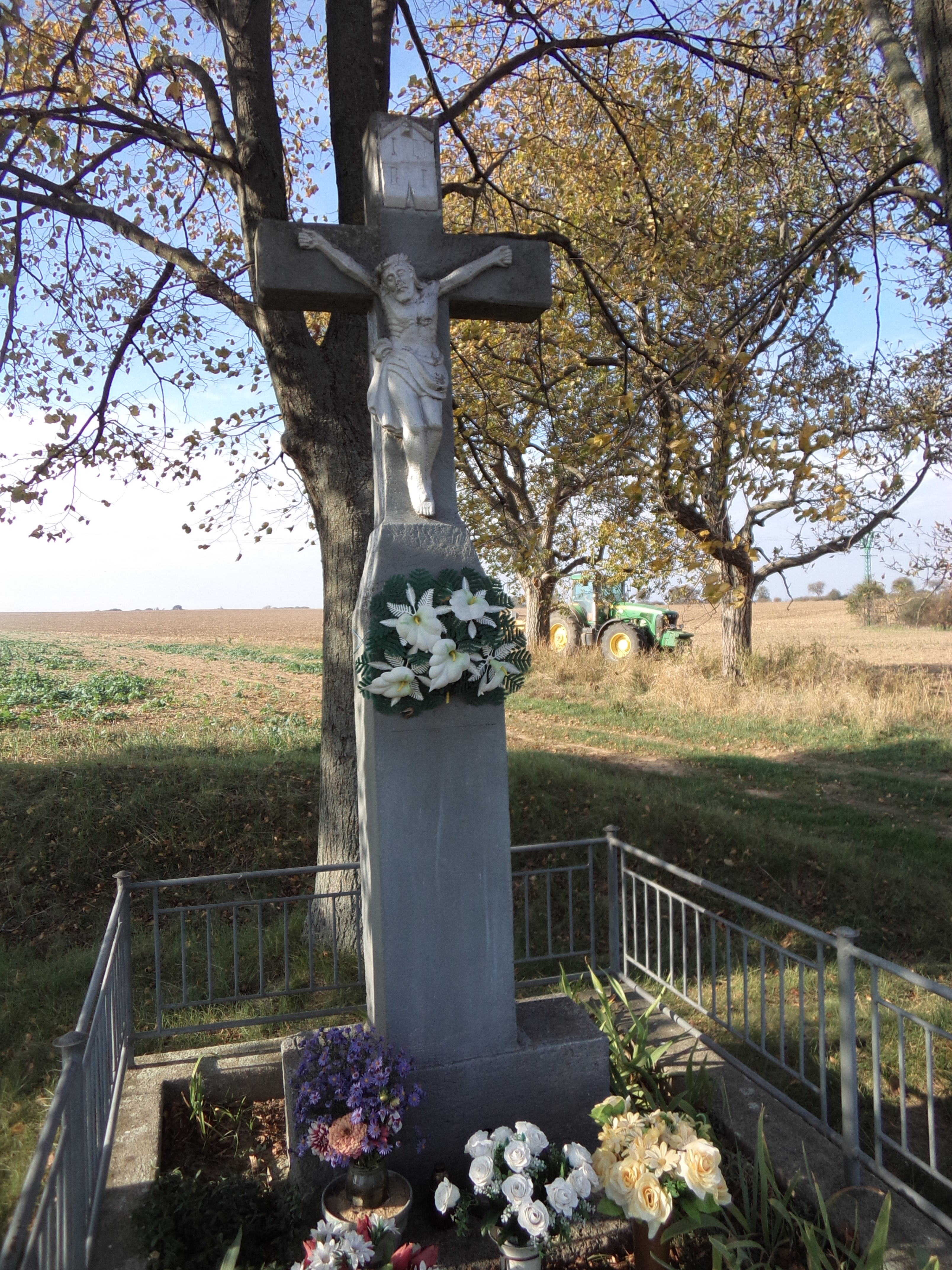
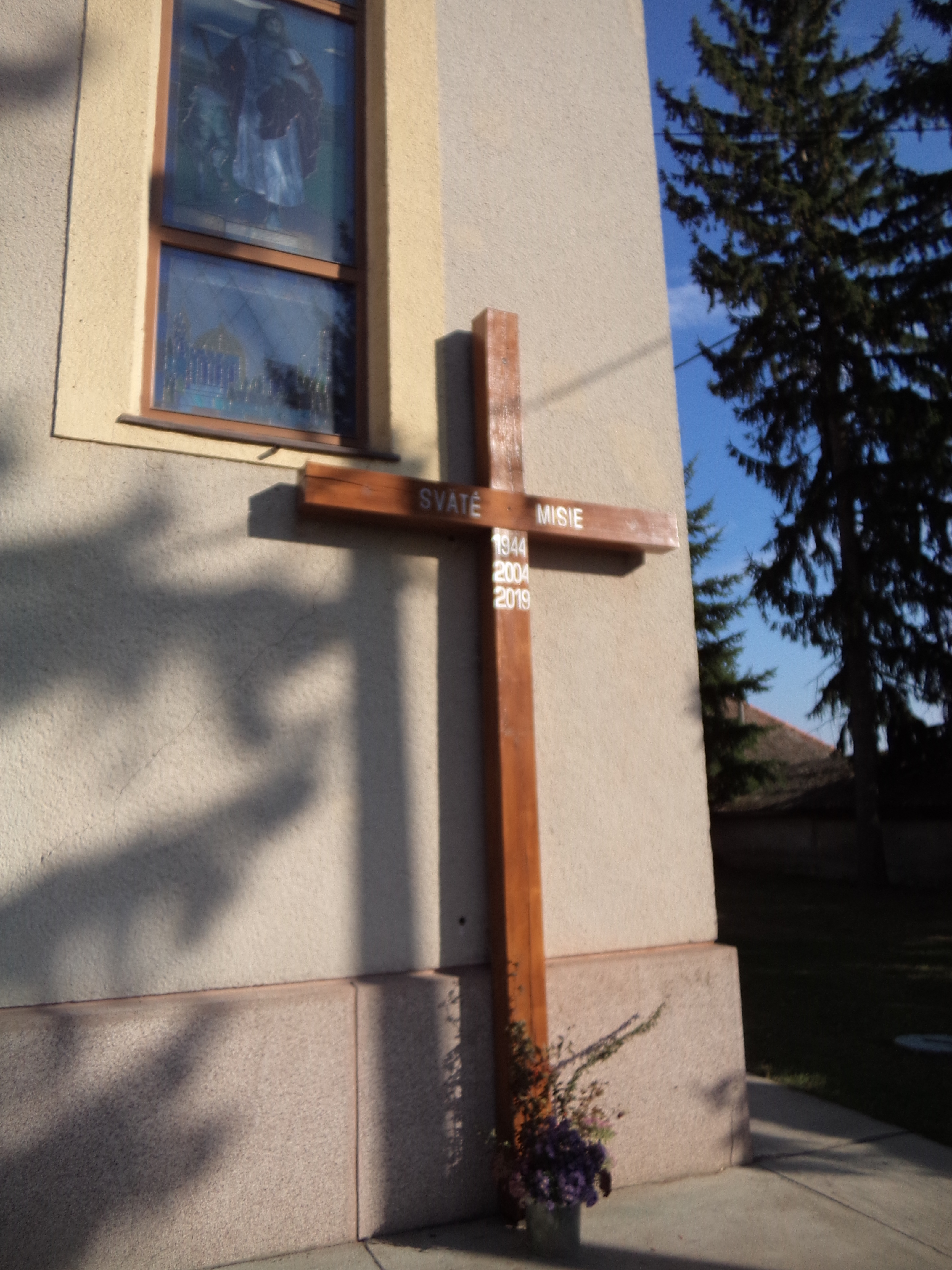
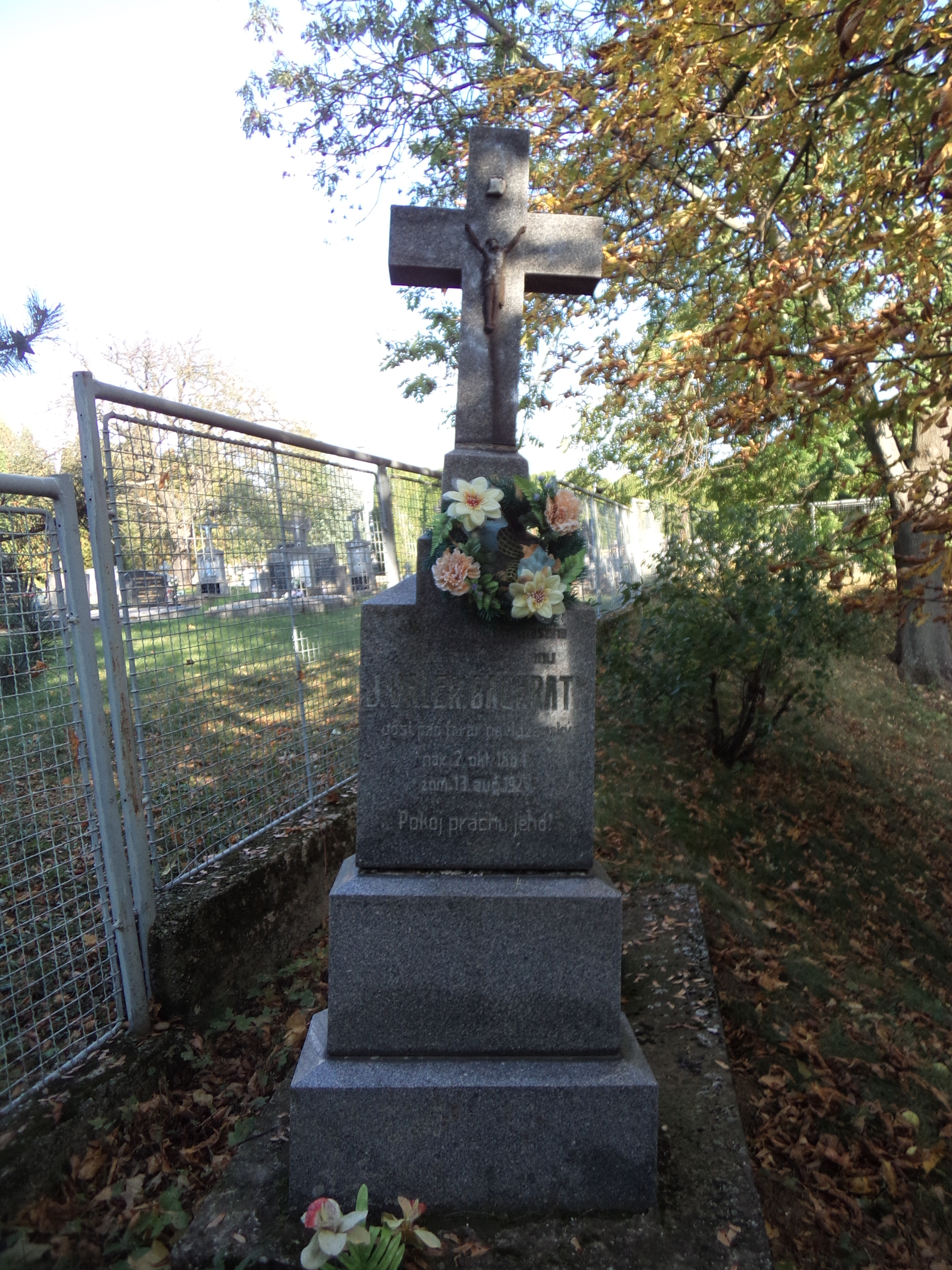

- Szent Péter és Pál apostolok tiszteletére szentelt római katolikus temploma 1943-ban épült.
- Szent Orbán és Lourdes-i kápolnája.

## Külső hivatkozások
- Hivatalos oldal Archiválva 2007. december 4-i dátummal a Wayback Machine-ben
- Községinfó
- Néved Szlovákia térképén
- Travelatlas.sk
- E-obce.sk Archiválva 2010. december 23-i dátummal a Wayback Machine-ben